# ブギス (ウガンダ)

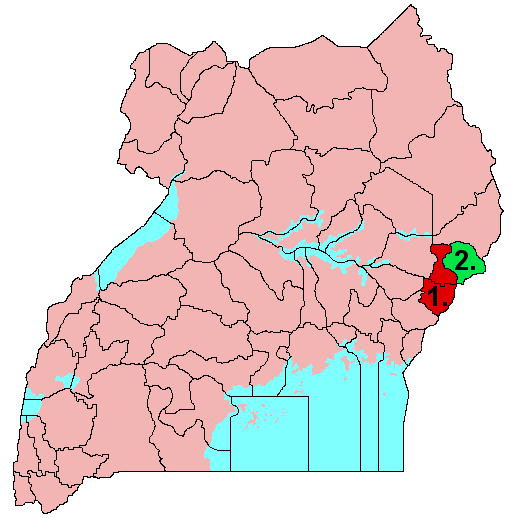
1.+2. - 1962年までのブギス県
1. - 1962年から1999年のブギス県（後ムバレ県）
2. - 1962年までのセベイ郡、1962年以降のセベイ県（後カプチョルワ県）
（県境は2001年 - 2005年のもの）

ブギス (Bugisu) は現在のウガンダ東部の伝統的地域。エルゴン山西麓にあたり、バントゥー系ギス族（バギス）の伝統的居住地である。北にカラモジャ地方、東にセベイ、南東にケニアのリフトバレー州、西部州、南西にブケディ、北西にテソ地方と接する。
1902年にイギリスの意を受けたガンダ族の将軍セメイ・カクングルに征服された。カクングルは各地を征服後、ブギス南部のムバレの儀礼的首長となりマラキ教の指導者となって没した。東のセベイはナイル系のカレンジン族に近いセベイ族が住み、ブギス県設置時にセベイ郡とされたが独立時に分割されている。ムバレ地域はしばらくブギス県とブケディ県の県庁所在地とされたが、1967年9月にブギスに戻されている。1979年にムバレ県に改称、2000年7月に北部がシロンコ県に分割され、2005年7月に南部がマナフワ県に分割され、2006年7月にマナフワ県北部がブドゥダ県に分割された。
アラビカ種のコーヒーの産地として知られ、ブギシュはブランド名になっている。

## 脚註
1. ↑  長島信弘「セメイ・L・カクングル そのガンダ王国時代」『一橋論叢』73巻4号、pp.357-374, 日本評論社、1975年4月1日。
2. ↑  Districts of Uganda, Statoids, 2008年8月17日閲覧。